# Monster Zero
Monster Zero is een platenlabel dat werd opgericht in 2007 en vanuit zowel Rotterdam als Innsbruck, Oostenrijk wordt gerund door leden van punkrockband The Apers. Het label brengt cd’s, lp’s en vinylsingles uit van Europese, op de Ramones gelijkende poppunkbands. 

Voorbeelden van artiesten die een album, ep of single bij Monster Zero hebben uitgegeven zijn Nederlandse acts als The Apers, The Windowsill, The Jizz Kids en The Bat Bites. 

Naast het uitgeven van geluidsdragers organiseert Monster Zero ook het jaarlijks terugkerende meerdaagse muziekfestival Monster Zero Mash, welk van 2007 tot en met 2010 in Rotterdam en vanaf 2011 in Innsbruck gehouden wordt. Op Monster Zero Mash treden naast Nederlandse en Europese punkrockbands ook groepen uit de VS op. 

Monster Zero is vernoemd naar het gelijknamige nummer van The Queers van hun album “Love Songs for the Retarded” uit 1993.
Voor Monster Zero richtte Kevin Aper (zanger van The Apers) met Stefan Tijs het platenlabel Stardumb Records op. 